# 千代ヶ岱陣屋
千代ヶ岱陣屋（ちよがだいじんや）は、北海道函館市（亀田村）にあった幕末の陣屋。「千代ヶ岡陣屋」「津軽陣屋」とも呼ばれた。明治2年（1869年）5月16日、中島三郎助が率いる旧幕府軍と新政府軍との間に、戊辰戦争・箱館戦争最後の戦闘が行われた場所である。

## 津軽陣屋
日露関係の緊張を受け、江戸幕府が蝦夷地を直轄領としていた文化5年（1808年）、蝦夷地の守備を命じられた仙台藩が箱館における拠点として、亀田村千代ヶ岱に百二十間(約220m)四方の陣屋を築いたのがはじまりである。その後、蝦夷地の松前藩への返還により陣屋は放棄されたが、箱館開港に伴い幕府が蝦夷地を再上知した後、蝦夷地の守備を命じられた弘前藩も安政2年（1855年）、同地に陣屋を建設。これより「津軽陣屋」と呼ばれるようになった。
津軽陣屋は、中心に本陣を置いて四周に土塁と外濠を巡らしたもので、東西七十二間(約130m)・南北八十間(約145m)、土塁高さ一丈二尺(約3.6m)・上幅九尺（約2.7m)、濠幅六間半(約16m)であった。

## 箱館戦争
明治元年（1868年）の旧幕府軍による箱館占領後、陣屋は若干手を加えられ、明治2年（1869年）5月11日の箱館総攻撃の後には中島三郎助率いる砲隊のほか、伝習士官隊、小彰義隊、陸軍隊、会津遊撃隊などが守備についた。
5月15日に弁天台場が降伏した後、残るは五稜郭と千代ヶ岱陣屋だけとなった。新政府軍からは降伏勧告が出され、五稜郭からも撤退命令が出されたが、中島三郎助はこれらを拒絶。小彰義隊の渋沢成一郎らは湯の川へ脱走した。
5月16日午前3時頃、新政府軍が北・西・南の三方向から千代ヶ岱陣屋に攻撃をかけた。不意を突かれた旧幕府軍は組織的な防御ができず多くが逃走し、1時間足らずで陥落、中島三郎助親子は奮闘したものの戦死した。五稜郭の旧幕府軍が降伏し戊辰戦争が終結したのは、この2日後のことである。

## 跡地

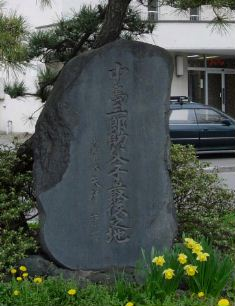
中島三郎助父子最後の地碑

明治に入り、千代ヶ岱一帯には監獄（その後、函館刑務所。現・函館少年刑務所）および津軽要塞重砲兵連隊営舎と練兵場が造られた。昭和5年（1930年）に移転した刑務所の跡地は住宅地となり、連隊跡地は戦後、千代台公園（函館市千代台公園野球場・函館市千代台公園陸上競技場）として整備された。
陣屋は現在の千代台公園から中島小学校あたりに築かれていたとみられるが、痕跡は残されていない。ただし、中島小学校付近に「千代ヶ岡陣屋跡」の看板が、高砂通と教育大通の交差点に「中島三郎助父子最後之地」の碑が建てられている。